# Le Fil
Le Fil (tiếng Anh: The String) là một bộ phim Pháp năm 2010 với lời thoại tiếng Pháp và tiếng Ả Rập, do Mehdi Ben Attia đạo diễn và được thực hiện ở Bỉ và Tunisia. Ngôi sao Claudia Cardinale, Antonin Stahly và Salim Kechiouche.  Đáng chú ý, phần lớn bộ phim được quay ở Tunisia, đất nước khai sinh của đạo diễn của bộ phim, Mehdi Ben Attia cũng như của Claudia Cardinale.

## Nội dung
Bộ phim tập trung vào mối quan hệ của Malik với mẹ Sara trong những tuần đầu tiên sau khi Malik trở về nhà từ Pháp để sống với người mẹ sinh ra ở Pháp gần đây góa vợ trong khu đất gia đình ở vùng ngoại ô giàu có Tunis, La Marsa. Ở đó, Malik (Stahly) phải lòng người siêng năng trẻ của Sara, Bilal (Salim Kechiouche), người sống trong ngôi nhà gỗ của người hầu trong khu bất động sản, và cũng vừa trở về từ một cuộc sống ở Pháp. Tiêu đề tiếng Pháp, Le Fil, đề cập đến chứng lo âu thần kinh của Malik, bắt nguồn từ thời thơ ấu nhưng tiếp tục trong suốt thời gian của câu chuyện, biểu lộ trong cảm giác anh ta bị trói chặt sau lưng vào một sợi dây đe dọa vướng mắc và bóp nghẹt anh ta,  một nỗi lo lắng thể hiện một mối quan hệ đầy rắc rối và sâu sắc với người mẹ thống trị của mình, người mà anh ta không thể đối đầu nhưng người mà anh ta cũng phụ thuộc một cách đáng sợ.  Tiêu đề rõ ràng cũng là một cách chơi chữ, như tựa đề tiếng Pháp của bộ phim, "le fil" (chủ đề), gần giống với cách đánh vần là "le fils" (con trai).
Mẹ và bà của anh ấy muốn Malik kết hôn và sinh con, và Malik đã thất bại khi đối đầu với mẹ mình bằng chính mối tình đồng tính của mình.  Trong suốt câu chuyện, Malik đồng ý kết hôn với bạn của anh ta và anh họ, Syrine, một người đồng tính nữ đang lên kế hoạch mang thai bằng cách thụ tinh nhân tạo để nuôi con với người tình đồng tính nữ, nhưng anh ta vẫn muốn đứa trẻ có cha và  giống như những đứa trẻ khác trong xã hội truyền thống của Tunisia.  Malik kết bạn với Bilal, một người 25 tuổi cũng vừa trở về từ Pháp đến Tunisia, người làm những công việc lặt vặt và làm vườn cho Sara và sống trong khu nhà của người hầu trong khu đất.  Bilal, một người mơ mộng ngọt ngào, đau khổ trước tin Malik sẽ kết hôn và đối mặt với Malik, người bị tàn phá khi Bilal nói với anh ta rằng anh ta phải rời đi, rằng anh ta không thể tiếp tục làm người hầu của Malik.  Hai người làm tình, nhưng Sara phát hiện ra cặp đôi trên giường vào sáng hôm sau, buộc Malik phải quyết định cố gắng thiết lập mối quan hệ với Bilal;  Sara bắt đầu hành trình chấp nhận của riêng mình ngay cả khi hai người yêu nhau khởi hành trên một chuyến đi đến vùng nông thôn nơi sự thân mật và ràng buộc của họ lớn lên.
Bộ phim mở đầu với một lớp người lớn học tiếng Ả Rập như một ngôn ngữ thứ hai.  Trong khi giáo viên luyện tập cho học sinh lặp lại một cụm từ đơn giản, Hakim, một trong những học sinh, thì thầm với bạn của mình, Bilal một câu hỏi về lý do tại sao một người trở về nước, nói rằng anh ta hối hận mỗi ngày quyết định trở về Tunisia từ Pháp.

## Diễn viên
- Claudia Cardinale vai Sara, mẹ của Malik
- Antonin Stahly vai Malik, con trai của Sara, một kiến trúc sư
- Salim Kechiouche vai Bilal, người siêng năng và người làm vườn sống trong ngôi nhà gỗ của người hầu trong khu nhà của Sara
- Rihab Mejri vai Wafa, đầu bếp và người hầu của Sara, sống trong một căn phòng trong căn nhà gỗ của người hầu
- Driss Ramdi vai Hakim, Bạn của Bilal, một sinh viên học tiếng Ả Rập như một ngôn ngữ thứ hai
- Ramla Ayari vai Syrine, anh em họ, bạn bè và đồng nghiệp của Malik tại một công ty kiến trúc
- Abir Bennani vai Leïla, bạn gái của Syenses
- Lotfi Dziri vai Abdelaziz, cha của Malik, gần đây đã chết vào thời điểm câu chuyện chính diễn ra, anh được nhìn thấy trong hồi tưởng về ký ức của Malik và Sara.
- Nejia Nemzi vai Bà nội của Malik
- Ali Mrabet vai Wassim, anh em họ của Malik
- Hosni Khaled vai Moncef, cha của Syrine và một người bạn của cha mẹ Malik